# Ulrico III de Mecklemburgo-Güstrow
Ulrico III de Mecklemburgo-Güstrow (Schwerin, 5 de marzo de 1527-Güstrow, 14 de marzo de 1603) fue Duque de Mecklemburgo-Güstrow desde 1555-56 a 1603. 

## Primeros años
Ulrico fue el tercer hijo del duque Alberto VII de Mecklemburgo y de la princesa Ana de Brandeburgo. Fue educado en la corte bávara. Más tarde, estudió teología y derecho en Ingolstadt.
Después de la muerte de su padre en 1547, se instaló en Bützow y sucedió a su primo el duque Magnus III de Mecklemburgo-Schwerin, como administrador luterano del Obispado de Schwerin en 1550. 
Después de la muerte de su tío, el duque Enrique V de Mecklemburgo, Ulrico participó en el gobierno nacional, en especial durante la participación de Mecklemburgo en la guerra de Esmalcalda. Entró en erupción de una disputa de herencia, que fue resuelto por el "Ruppiner dictum" del Elector de Brandeburgo.

## Matrimonio
Se casó con la viuda de Magnus, Isabel de Dinamarca, hija del rey Federico I de Dinamarca. Su esposa era en realidad su prima segunda, ya que era prima hermana de su abuela materna Isabel, hija del rey Juan I de Dinamarca. Tuvieron una única hija, Sofía de Mecklemburgo-Güstrow, la cuál se casó con el rey Federico II de Dinamarca.

## Reinado
El 17 de febrero de 1555, su hermano Juan Alberto I abdico en su favor como duque de Mecklemburgo-Güstrow y recibió, la parte oriental de Mecklemburgo, con la capital de Güstrow, mientras que Juan recibió la parte occidental de la residencia de Schwerin. Después de la muerte de su hermano en 1576, Ulrico se hizo cargo de sus sobrinos, siendo su tutor. Construyó el castillo en Güstrow como su residencia principal.
Era considerado una persona educada, moderna, y un luterano devoto. Se convirtió en uno de los principales príncipes de la dinastía de Mecklenburgo, dejando tras de sí, a su muerte, una fortuna alrededor de 200.000 florines. UlricO participó en el intercambio con Tycho Brahe y David Chytraeus en el discurso científico de su época y mantuvo correspondencia con humanistas como Enrique Rantzau. 
En 1594, como Jefe de la Baja Sajonia, organizó asistencia militar y financiera al ejército contra la amenaza turca.
En la disputa entre Federico II de Dinamarca y su cuñado Juan Adolfo de Holstein-Gottorp, Ulrico sirvió como mediador, teniendo excelentes relaciones con ambos.

## Muerte
Ulrico murió el 14 de marzo de 1603 en Güstrow. Fue sucedido por su nieto, el último obispo de Schleswig, el príncipe Ulrico de Dinamarca, que se casó con Lady Catalina Hahn-Hinrichshagen.